# Château de Saint-Georges (Kými)
Pour les articles homonymes, voir Château de Saint-Georges.
Le château de Saint-Georges (grec moderne : κάστρο Αγίου Γεωργίου) est un château situé à Kými, dans le district régional d'Eubée, en Grèce.

## Emplacement
L'édifice est situé sur une colline rocheuse et difficile d'accès, à une altitude d'environ 260 m, à une distance d'environ 4 km au nord de la ville de Kými.

## Histoire et description
De construction byzantine, sa date de construction exacte n'est pas connue, cependant, au cours du XIIIe siècle certains travaux portant sur des modifications ou des renforcements des fortifications déjà existantes ont lieu. Ces derniers, probablement, ont lieu sous les ordres de Licario, mercenaire d'origine gréco-italienne au service de l'Empire byzantin, seigneur de la région de l'île d'Eubée au cours de cette même période.
Du fait de sa position sur un promontoire rocheux, le château est également utilisé pour la transmission de signaux de feu en direction des Sporades, du Mont Athos, ainsi que vers l'intérieur de l'île.
De nos jours, l'édifice est en état de ruines, n'étant conservée qu'une partie des murailles, ainsi que des fondations de tours défensives et une citerne. À l'intérieur du château se trouve une église de petite taille, dédiée à Georges de Lydda, d'où celui-ci tire son nom.